# Ferrovia Friburgo-Morat-Ins
La ferrovia Friburgo-Morat-Ins è una linea ferroviaria a scartamento normale della Svizzera.

## Storia
La linea nacque dalla necessità di collegare Morat con la ferrovia Losanna-Berna, non ritenendo sufficiente il servizio offerto dal 1876 dalla ferrovia Palézieux-Lyss.
Nel 1888 venne attribuita ad un comitato d'iniziativa la concessione per una ferrovia a scartamento normale tra Friburgo e Morat; lo stesso comitato ottenne quattro anni dopo la concessione per il prolungamento della linea da Morat ad Ins passando per Sugiez. Nel 1897 si costituì la società Compagnie du Chemin de fer Fribourg-Morat (FM) per la costruzione e l'esercizio della linea; i lavori iniziarono il 22 maggio 1897 e la tratta Friburgo-Morat venne inaugurata il 23 agosto 1898, con trazione a vapore ed esercizio affidato alla Compagnia del Giura-Sempione (JS).
Nel 1901 la FM cambiò ragione sociale in Compagnie du Chemin de fer Fribourg-Morat-Anet (FMA). Dal 1° gennaio 1903 venne elettrificata a terza rotaia la tratta Friburgo-Morat e la FMA riprese l'esercizio della propria linea; il successivo 1° maggio venne aperta la tratta Morat-Ins (località nella quale si allacciava alla ferrovia Berna-Neuchâtel), elettrificata il 23 luglio 1903.
Nel 1942 la FMA si fuse con la Chemins de fer électriques de la Gruyère (CEG) nella società Compagnie des Chemins de fer fribourgeois Gruyère–Fribourg–Morat (GFM), che l'anno successivo assorbì anche la ferrovia Bulle-Romont apportata dal canton Friburgo. La fusione delle ferrovie private friborghesi era una delle condizioni poste dalla Confederazione Elvetica per accedere ai finanziamenti previsti dalla legge federale del 1939 sull'aiuto alle ferrovie. Sotto la gestione GFM venne rielettrificata, nella notte tra l'11 e il 12 agosto 1947, la ferrovia in corrente alternata monofase con linea aerea.
Altro cambio societario si ebbe nel 2000, anno in cui la GFM assorbì la Transports en commun de Fribourg (TF) cambiando ragione sociale in Transports publics fribourgeois (TPF).

## Caratteristiche
La linea, a scartamento normale, è lunga 32,19 km. La linea è elettrificata a corrente alternata monofase con la tensione di 15.000 V alla frequenza di 16,7 Hz; la pendenza massima è del 30 per mille. È interamente a binario unico
.
Tra il 1903 e il 1947 la linea fu elettrificata in corrente continua alla tensione di 750 V (portata in seguito a 900 V) con terza rotaia (fatta eccezione per le stazioni di Friburgo, Morat e Ins, dove per motivi di sicurezza non venne installata la terza rotaia ma una linea aerea di contatto). La Friburgo-Morat-Ins fu l'unica linea elvetica, insieme alla ferrovia Martigny-Châtelard, ad utilizzare questa modalità di alimentazione.

### Percorso
| Continuation backward |

| Station on track |

| Unknown route-map component "CONTgq" | Unknown route-map component "ABZgr" |  |

| Unknown route-map component "SKRZ-Ao" |

| Station on track |

| 45,92 |
| 4,02  |

|  | Unknown route-map component "ABZgl" | Unknown route-map component "CONTfq" |

| Station on track |

| Station on track |

| Station on track |

| Station on track |

| Stop on track |

|  | Unknown route-map component "ABZg+l" | Unknown route-map component "CONTfq" |

| Station on track |

| 22,17 |
| 76,52 |

| Stop on track |

| Non-passenger station/depot on track |

| 79,09 |
| 24,85 |

| Unknown route-map component "CONTgq" | Unknown route-map component "ABZgr" |  |

| Station on track |

| Unknown route-map component "CONTgq" | Unknown route-map component "ABZg+r" |  |

| Unknown route-map component "CONTr+f" | Straight track |  |

| End station | Station on track |  |

| Continuation forward |

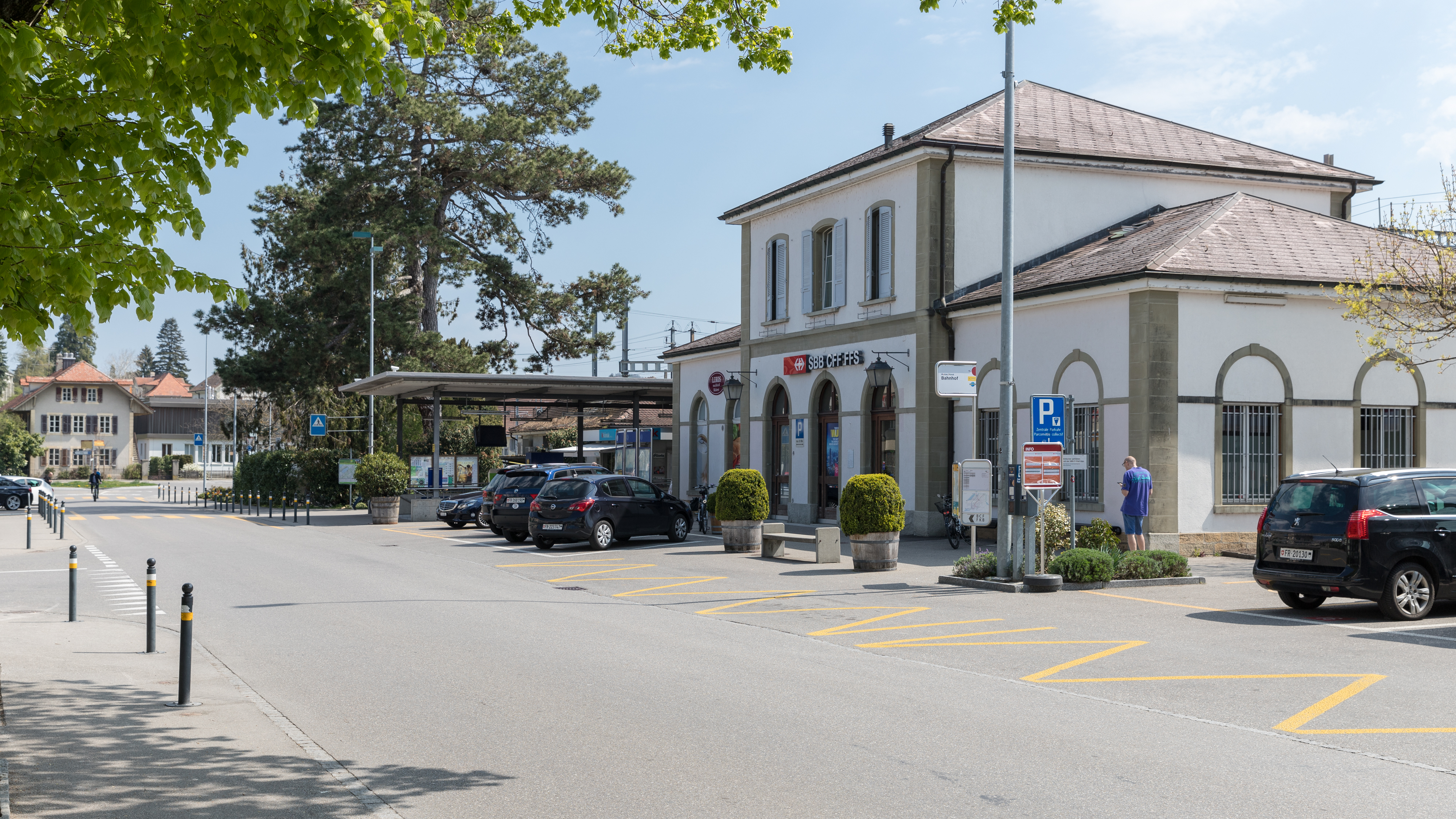
La stazione di Morat

La linea parte dalla stazione di Friburgo, sulla ferrovia Losanna-Berna, da cui si distacca dopo poco più di 1 km. Di lì la ferrovia condivide con la linea per Yverdon la tratta fino a Givisiez, la cui stazione è stata ricostruita nel 2019 per permettere la fermata anche ai treni verso Morat e Ins.
La ferrovia prosegue verso nord servendo Belfaux, Barberêche, Courtepin, Cressier prima di entrare nell'enclave bernese di Münchenwiler (la cui stazione serve anche Courgevaux). Si arriva quindi a Morat, stazione in comune con la ferrovia Palézieux-Lyss con cui sono condivisi i binari sino a Muntelier; costeggiando il lago di Morat viene toccata Sugiez, quindi si arriva a Ins, stazione situata sulla ferrovia Berna-Neuchâtel e capolinea della linea a scartamento ridotto per Bienne.